# 87 실비아

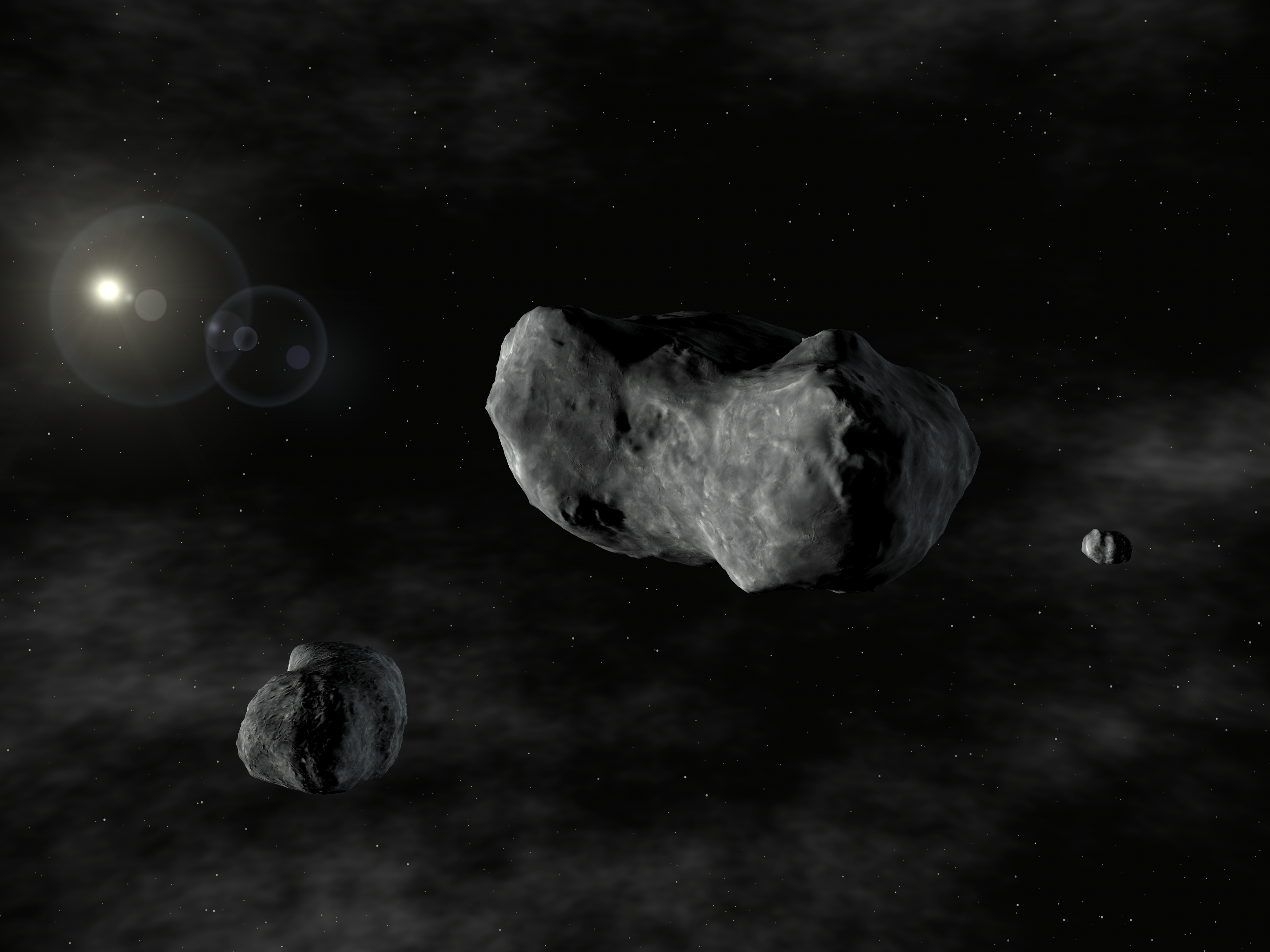
87 실비아의 모습.

87 실비아(87 Sylvia)는 소행성대의 소행성중 8번째로 큰 것으로 1866년에 발견되었다. 평균지름 285km정도의 크기를 가진 감자같은 모양을 하고 있다. 원일점 3.768AU, 근일점 3.213AU 정도의 궤도를 6.5년 주기로 공전하는 소행성이다. 발견자 노먼 로버트 포그슨이 로물루스와 레무스의 어머니인 레아 실비아의 이름을 따서 명명했다.

## 위성계
태양계의 소행성 중에는 위성을 거느린 것들이 존재한다. 그러나 2000년대 초반까지는 두 개 이상의 위성을 거느린 소행성이 발견되지 않았다. 그런데 2001년, 마이클 브라운과 그 동료들은 하와이의 켁 망원경을 이용해서 실비아가 위성을 하나 거느렸다는 사실을 발견했다. 이 위성은 평균지름 18km로 87 실비아에서 1356km정도 떨어진 위치에서 3.6일을 주기로 공전했다. 이 위성은 로물루스라고 이름을 지었다. 그런데 공교롭게도 2005년에 프랑크 마르키스와 그의 동료들은 87 실비아에 두번째 위성이 있었다는 사실을 발견했다. 이것은 태양계에서 최초로 두 개 이상의 위성을 거느린 소행성의 발견으로 기록되었다. 두번째 위성은 먼저 발견된 로물루스보다 더 작아서 평균지름 7km였으며 공전 궤도 반지름도 로물루스의 절반 정도인 706km였다. 그리고 공전주기는 1.38일이었다. 레아 실비아의 둘째 아들이자 로물루스의 동생 이름을 따서 레무스로 명명되었다.